# Simonyspitzen
Die Simonyspitzen sind zwei Berggipfel in der Venedigergruppe in den österreichischen Zentralalpen. Sie liegen im Nationalpark Hohe Tauern auf der Grenze zwischen den österreichischen Bundesländern Osttirol und Salzburg. Ihren Namen erhielten sie in der Sitzung des Oesterreichischen Alpenvereins vom 15. März 1865 auf Antrag des Kartografen Franz Keil. Er wollte damit den Geografen und Alpenforscher Friedrich Simony ehren. Zuerst bestiegen wurden die Spitzen am 28. Juli 1871 durch den Stuttgarter Alpinisten Theodor Harpprecht und dem Bergführer Josef Schnell.

## Lage und Höhe
Nach der amtlichen Vermessung des Bundesamtes für Eich- und Vermessungswesen ist die Westliche Simonyspitze (47° 4′ N, 12° 16′ O) mit 3473 m ü. A. der höhere der beiden Gipfel, die nordöstlich gelegene Östliche Simonyspitze (47° 5′ N, 12° 16′ O) erreicht  3442 m. Nach anderen Angaben sind beide Gipfel 3488 m hoch.
Im Norden fallen die Berge auf Salzburger Seite zum Krimmler Kees oberhalb des Krimmler Achentals hin ab, nach Süden (Osttirol) fließt das Simonykees oberhalb des Maurertals.
Nach Westen hin setzt sich der Gratverlauf zum 3426 m hohen Umbalköpfl und der 3499 m hohen Dreiherrenspitze fort. Der Westlichen Simonyspitze unmittelbar südwestlich vorgelagert ist die 3440 m hohe Simonyschneide (47° 4′ N, 12° 16′ O). Sie wird auch oft fälschlich Westliche Simonyspitze genannt.  Auch der 3415 m hohe Grat zwischen den beiden Simonyspitzen wird jedoch in manchen Quellen als „Simonyschneid“ oder „Simonyschneide“ bezeichnet.
Nach Nordosten verläuft der Kamm weiter zum 3225 m hohen Vorderen Maurerkeeskopf.

## Alpinismus
Die firnbedeckte Östliche Simonyspitze gilt als alpinistisch bedeutsam, wird jedoch nicht sehr häufig bestiegen. Der Normalweg über den Südostgrat weist die Schwierigkeit II (UIAA) auf. Ausgangspunkt des etwa 4 Stunden dauernden Anstiegs ist die Essener-Rostocker-Hütte (2208 m) im Maurertal. Weitere Routen führen über die Südflanke (II), die Ostflanke (III-), den Nordostgrat (III) und den Westlichen Hängegletscher (III+). Die Nordwand (IV) gilt als schwierigster Anstieg, sie ist ebenso wie der Westliche Hängegletscher von der Warnsdorfer Hütte (2336 m) im Krimmler Achental aus zu erreichen. Über das Simonykees wird der Gipfel im Winter als Skitour bestiegen.
Die Westliche Simonyspitze wird selten besucht, viele Alpinisten steigen nur bis zur vorgelagerten Simonyschneide. Der Normalweg führt von Südwesten im Schwierigkeitsgrad II zum Gipfel. Alpinistisch bedeutsam sind der Nordwestgrat, eine Eistour vom Krimmler Kees, die Nordwand (kombiniertes Gelände V-, 50°) und der Eisanstieg durch die Nordwand, mit 65° eine der steilsten Eistouren der Venedigergruppe. Weitere reine Gletscheranstiege wie die Südflanke oder der Nordwestliche Hängegletscher gelten als gefährlich und häufig gänzlich unbegehbar. Im Winter ist die südwestlich vorgelagerte Simonyschneide ein beliebtes Skitourenziel.
Der Übergang zwischen Westlicher und Östlicher Simonyspitze über einen häufig überwechteten Grat und den Harpprechtturm weist den Schwierigkeitsgrad III auf.

## Name und Besteigungsgeschichte
Der Name der Berge wurde 1865 durch den Kartografen und Geoplastiker Franz Keil geprägt, der sie nach dem Geographen und Alpenforscher Friedrich Simony benannte. Zuvor war die Östliche Simonyspitze häufig falsch als Großer Geiger bezeichnet worden. Heute ist neben der allgemein üblichen weiblichen auch die männliche Form Westlicher bzw. Östlicher Simonyspitz zu finden.
Die Erstbesteigung beider Gipfel gelang am 28. Juli 1871 Theodor Harpprecht mit Josef Schnell. Sie stiegen über den heutigen Normalweg zur östlichen Simonyspitze auf, überquerten den Verbindungsgrat und stiegen von der Westlichen Simonyspitze über die Südflanke hin ab. Am 2. August desselben Jahres gelang ihnen auch die Erstbesteigung der Simonyschneide. Mit Ludwig Purtscheller und Johann Grill, die die Südflanke (1881) und den Nordostgrat (1882) der östlichen Simonyspitze erstbegingen, trugen zwei weitere bekannte Alpinisten zur Erschließungsgeschichte der Simonyspitzen bei.